# Габриел Барили
Габриел Барили (на немски: Gabriel Barylli) е австрийски писател, режисьор и актьор, автор на романи, пиеси, сценариии.

## Биография
Габриел Барили е роден през 1957 г. във Виена. Баща му е цигулар и дългогодишен концертмайстор на Виенската филхармония, а майка му е певица.
Барили завършва обучение по актьорско майсторство и режисура във виенския Макс Райнхарт семинар и през 1979 г. е назначен в „Бургтеатър“. Следват ангажименти в „Шилеровия театър“, Берлин, „Фестивала на изкуствата“, Залцбург и др.
През 1980 г. Берили дебютира като киноактьор. От 1981 г. играе в повече от 50 филма и телевизионни шоу-програми, а на 12 филма е режисьор. На 19-ия Московски международен кинофестивал (1995) печели наградата „Сребърен Св. Георги“ за главна роля във филма „Французойката“ („Une femme française“) на режисьора Режи Варние.

## Литературно творчество
Първият роман на Габриел Берили „Хляб с масло“ („Butterbrot“) (1988) има голям успех (продадени са над 200 000 екземпляра). След сценичната му премиера през същата година пиесата е поставена в над 120 световни театри, между които в Ню Йорк и Рим.
Всички издадени до днес 14 романа и други книги на Берили стават бестселъри.
През 2012 г. излизат първите две части на „Трилогия на копнежа“ („Trilogie der Sehnsucht“) – „Рай“ („Paradies“) и „Начало“ („Beginn“), а през 1913 г. – и третата част „Истина“ („Wahrheit“).
През 2013 г. Берили публикува романа „Писмо на един баща до своя син“ („Der Brief eines Vaters an seinen Sohn“).
Писателят живее във Виена.

### Книги
- Butterbrot, Roman, 1988
- Folge dem gelben Steinweg, Roman, 1991
- Schmetterling, Roman, 1992 (Fortsetzung von „Butterbrot“)
- Honigmond. Für alle, die noch an den Märchenprinzen glauben, 1993
- Zweimaldrei Stücke. Butterbrot. Honigmond. Abendwind, 1993

Хляб с масло; Медена луна; Вечерен вятър, изд.: Пигмалион, Пловдив (2008), прев. Владко Мурдаров
- Rot Weiß Rot. Österreichs Farbenpracht, 1995
- Nachmittag am Meer, 1997
- Denn sie wissen, was sie tun, Roman, 1998
- Wer liebt, dem wachsen Flügel, 1999
- Alles, was du suchst, Roman, 2001
- Wo beginnt der Himmel, 2002
- Salzburg. Eine Liebe, 2005
- Echtzeit, 2009
- Paradies, 2012
- Beginn, 2012
- Der Brief eines Vaters an seinen Sohn, 2013
- Wahrheit, 2013

### Пиеси (подбор)
- Kleist, 1981
- Na also - Good Bye, 1981
- Abendrot, 1985
- Morgentot, 1989
- Honigmond, 1991
- Abendwind, 1993
- Ohio? Wieso?!, 2005

Охайо? – Как така?, изд.: Пигмалион, Пловдив (2008), прев. Владко Мурдаров
- Amarone, 2007
- Buddenbrooks, 2008
- Butterbrot, 2009
- Victor & Victoria, 2010
- Sie spielen unser Lied, 2011
- Polsprung, 2011
- Showtime, 2014

## Награди
- Butterbrot, Bayerischer Filmpreis für Regie in der TV-Verfilmung, 1991
- Eine französische Frau, Kino, Silberner St. Georg in Moskau, Darstellerpreis für die Hauptrolle, 1995
- Grimme-Preis für die Darstellung des Revierförsters Walch in Krambambuli, 1999
- Österreichisches Ehrenkreuz für Wissenschaft und Kunst, 2007